# Одзава, Сэйдзи
Сэйдзи Одза́ва (яп. 小澤 征爾, 1 сентября 1935 года — 6 февраля 2024 года) — известный японский дирижёр, один из первых добившихся признания за рубежом.

## Биография
Сэйдзи Одзава родился в Маньчжоу-го 1 сентября 1935 года. В пятилетнем возрасте он приехал в Японию, где впервые начал играть на пианино в начальной школе. Затем в возрасте 16 лет он поступил в Высшую музыкальную школу Тохо Гакуэн в Токио, где учился игре на фортепиано. Однако после травмы обоих указательных пальцев во время игры в регби был вынужден заняться дирижированию, работая с мастером Хидэо Сайто.
В 1959 году Одзава окончил школу и решил продолжить учёбу и карьеру в Европе. В том же году был удостоен первой премии на Безансонском международном конкурсе молодых дирижёров.
Далее учился в США у Шарля Мюнша в Бостонском симфоническом оркестре, у Герберта фон Караяна в Берлинском филармоническом оркестре.
В 1961 стал вторым дирижёром у Леонарда Бернстайна в Нью-Йоркском филармоническом оркестре.
В 1965—1970 — музыкальный директор Симфонического оркестра Торонто, в 1969—1976 — Симфонического оркестра Сан-Франциско.
В 1973—2002 — музыкальный руководитель Бостонского симфонического оркестра. В 2002—2010 — музыкальный руководитель Венской государственной оперы. В 2004 основал Международную музыкальную академию Швейцарии.
В 2011 году из-за болезни отменил все концерты до начала 2012 года.
6 февраля 2024 года Сэйдзи Одзава скончался от сердечной недостаточности в своём доме в Токио.

## Репертуар
Гигантский репертуар Одзавы включает музыку от Баха и Гайдна до Ксенакиса и Такэмицу.
Среди его крупнейших работ — мировые премьеры «Полифонии Сан-Франциско» Дьёрдя Лигети (1975) и оперы Мессиана «Святой Франциск Ассизский» (1983).
Среди аудио- и видеозаписей — произведения:
- Иоганнеса Брамса (все симфонии),
- Клода Дебюсси,
- Густава Малера,
- Феликса Мендельсона,
- Оливье Мессиана,
- С. С. Прокофьева (все симфонии),
- Мориса Равеля,
- Тору Такэмицу,
- П. И. Чайковского,
- Арнольда Шёнберга,
- А. Г. Шнитке,
- Рихарда Штрауса.

## Награды и премии
- Орден Культуры (2008 год).

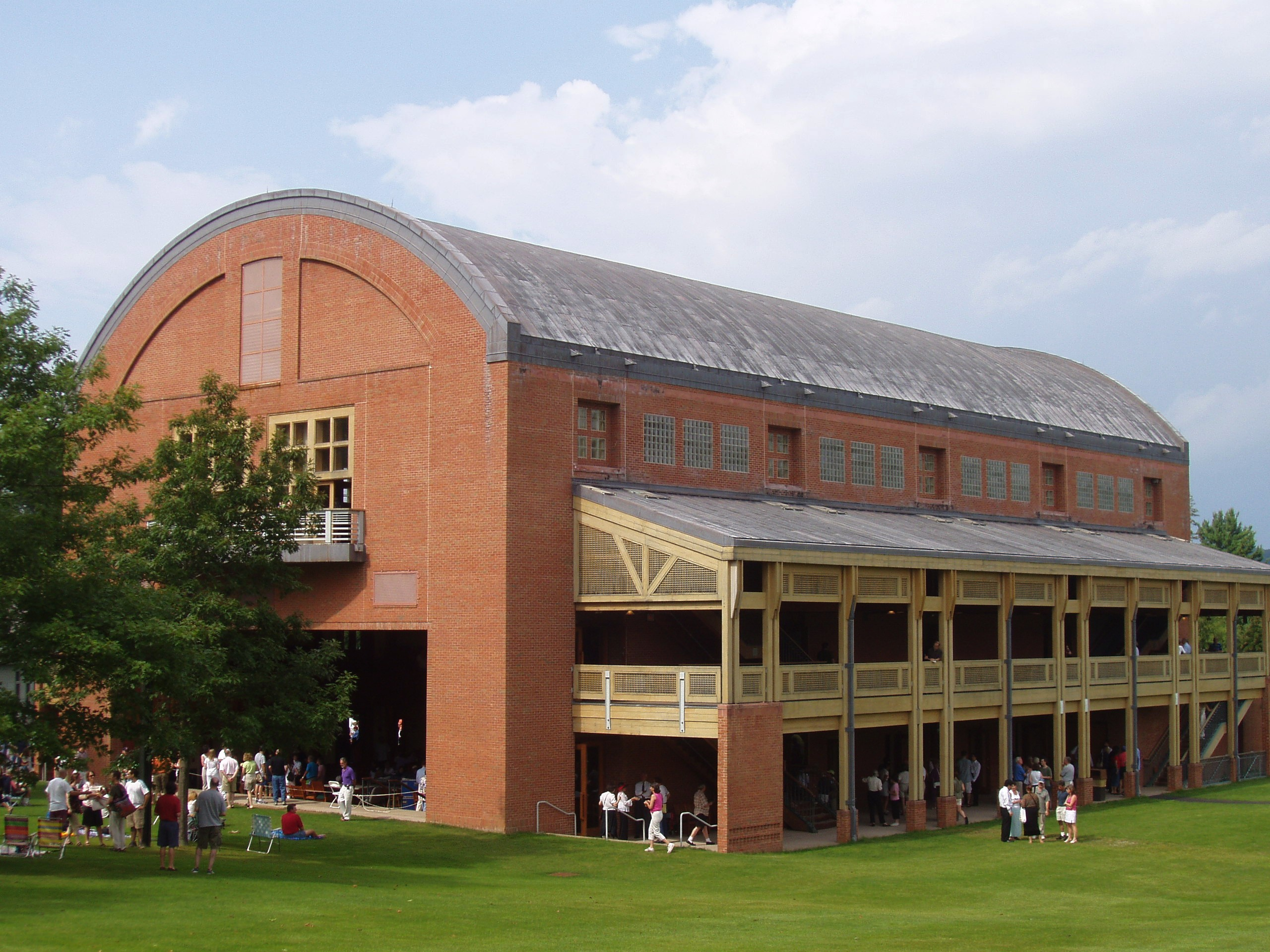
Зал Сэйдзи Одзавы в Танглвуде, штат Массачусетс, США

- Кавалер Ордена Почётного легиона (1998 год, Франция).
- Командорский крест II степени почётного знака «За заслуги перед Австрийской Республикой» (2009 год, Австрия)[7]
- Австрийский почётный знак «За науку и искусство» 1 класса (2002 год, Австрия).
- Командор ордена Звезды Румынии (2002 год, Румыния)[8].
- Орден Дружбы (16 декабря 2011 года, Россия) — за большой вклад в сохранение и популяризацию русской культуры за рубежом[9].
- Заслуженный деятель культуры[яп.] (2001 год).
- Императорская премия (2011 год).
- Премия Хидэо Кобаяси (2012; совместно с Харуки Мураками за книгу «Беседы о музыке с Сэйдзи Одзавой»)
- Премия центра Кеннеди (2015 год).
- Почётный гражданин Токио (28 апреля 2016 года).
- Лауреат премии Кусевицкого (1960 год).
- Почётный доктор ряда американских университетов.

## Образ в искусстве
В 1979 году японский фотограф Хадзимэ Саватари создал посвящённый дирижёру фотоальбом «Сэйдзи Одзава».